# Eritrea ved OL
Eritrea deltog første gang i olympiske lege under Sommer-OL 2000 i Sydney og har siden deltaget i alle efterfølgende sommerlege. Eritrea deltog første gang i vinterlegene ved vinter-OL 2018 i Pyeongchang, Sydkorea. 

## Medaljeoversigt
| Eritreas medaljer under de olympiske sommerlege | Eritreas medaljer under de olympiske sommerlege | Eritreas medaljer under de olympiske sommerlege | Eritreas medaljer under de olympiske sommerlege | Eritreas medaljer under de olympiske sommerlege | Eritreas medaljer under de olympiske sommerlege |                     | Eritreas medaljer under de olympiske vinterlege | Eritreas medaljer under de olympiske vinterlege | Eritreas medaljer under de olympiske vinterlege | Eritreas medaljer under de olympiske vinterlege | Eritreas medaljer under de olympiske vinterlege | Eritreas medaljer under de olympiske vinterlege |
| Lege                                            | Guld                                            | Sølv                                            | Bronze                                          | Totalt                                          | Rang                                            | Lege                | Guld                                            | Sølv                                            | Bronze                                          | Totalt                                          | Rang                                            |                                                 |
| 2000 Sydney                                     | 0                                               | 0                                               | 0                                               | 0                                               | –                                               | 1998 Nagano         | Deltog ikke                                     | Deltog ikke                                     | Deltog ikke                                     | Deltog ikke                                     | Deltog ikke                                     |                                                 |
| 2004 Athen                                      | 0                                               | 0                                               | 1                                               | 1                                               | 71                                              | 2002 Salt Lake City | Deltog ikke                                     | Deltog ikke                                     | Deltog ikke                                     | Deltog ikke                                     | Deltog ikke                                     |                                                 |
| 2008 Beijing                                    | 0                                               | 0                                               | 0                                               | 0                                               | –                                               | 2006 Torino         | Deltog ikke                                     | Deltog ikke                                     | Deltog ikke                                     | Deltog ikke                                     | Deltog ikke                                     |                                                 |
| 2012 London                                     | 0                                               | 0                                               | 0                                               | 0                                               | –                                               | 2010 Vancouver      | Deltog ikke                                     | Deltog ikke                                     | Deltog ikke                                     | Deltog ikke                                     | Deltog ikke                                     |                                                 |
| 2016 Rio de Janeiro                             | 0                                               | 0                                               | 0                                               | 0                                               | –                                               | 2014 Sotji          | Deltog ikke                                     | Deltog ikke                                     | Deltog ikke                                     | Deltog ikke                                     | Deltog ikke                                     |                                                 |
| 2020 Tokyo                                      |                                                 |                                                 |                                                 |                                                 |                                                 | 2018 Pyeongchang    | 0                                               | 0                                               | 0                                               | 0                                               | –                                               |                                                 |
| Totalt                                          | 0                                               | 0                                               | 1                                               | 1                                               |                                                 | Totalt              | 0                                               | 0                                               | 0                                               | 0                                               |                                                 |                                                 |

## Medaljevindere
| Medalje | Navn            | År         | Sport   | Øvelse                   |
| ------- | --------------- | ---------- | ------- | ------------------------ |
| Bronze  | Zersenay Tadese | 2004 Athen | Atletik | 10.000 meter løb, herrer |